# Seznam osobností pohřbených na Arlingtonském národním hřbitově
Toto je seznam osobností pochovaných na Arlingtonském národním hřbitově ve Virginii.

## Vojenské osobnosti

### A

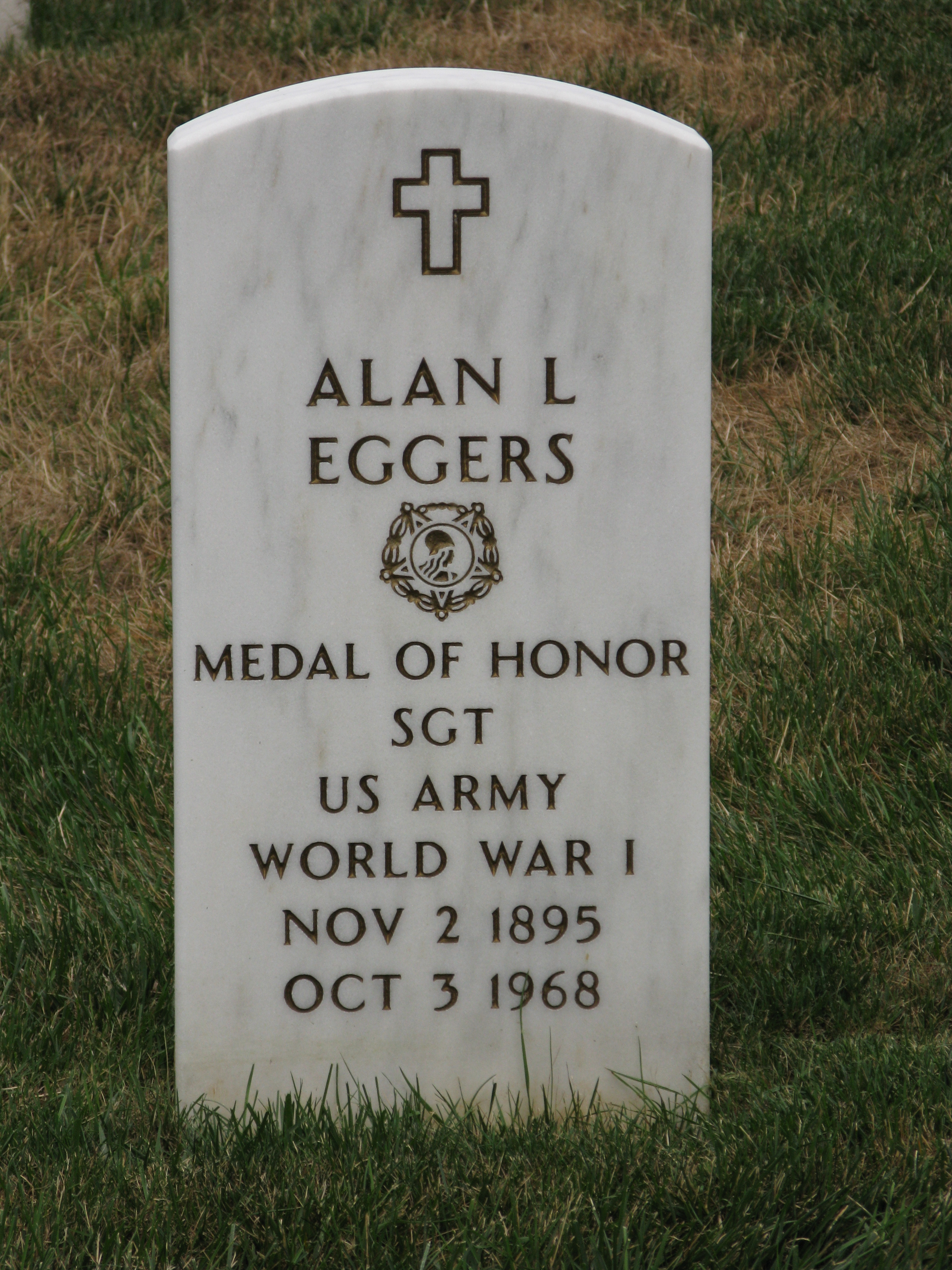
Náhrobek A. L. Eggerse

- Creighton Abrams (1914–1974), generál americké armády velící jednotkám během války ve Vietnamu v letech 1968–1972
- Henry Harley „Hap“ Arnold (1886–1950), první (a dlouho jediný) generál letectva USA

### B
- Absalom Baird (1824-1905), velitel divize Army of the Cumberland, vyznamenaný Medailí cti (bitva u Jonesborough během americké občanské války)
- David E. Baker (1946–2009), brigádní generál USAF; jediný válečný zajatec války ve Vietnamu, který se později účastnil bojových letů během operace pouštní bouře.[1]
- John Basilone (1916–1945), střelecký sežant Námořní pěchoty, zabit v bitvě o Iwodžimu, obdržel Medaili cti a za statečnost posmrtně Kříž vojenského námořnictva
- Warner B. Bayley (1845–1928), kontradmirál US Navy
- Gordon Beecher (1904–1973), viceadmirál US Navy a skladatel
- Reginald R. Belknap (1871–1959), kontradmirál amerického námořnictva
- Claude C. Bloch (1878–1967), admirál amerického námořnictva
- Jeremy Michael Boorda (1939–1996), admirál amerického námořnictva a velitel námořních operací
- Donald Prentice Booth (1902–1993), generálplukovník US Army, vysoký komisař ostrova Rjúkjú v letech 1958 až 1961
- Gregory „Pappy“ Boyington (1912–1988), letecké eso Námořní pěchoty USA, během druhé světové války vyznamenaný Medailí cti i Křížem vojenského námořnictva
- Omar Nelson Bradley (1893–1981), pětihvězdičkový generál armády USA, účastník kampaně v Mexiku, první světové války, druhé světové války a války v Koreji a poslední žijící pětihvězdičkový generál
- Ruby G. Bradleyová (1907–2002), plukovník USANC, s 34 medailemi jedna z nejvíce vyznamenaných žen v americké vojenské historii
- Alfred Winsor Brown (1885–1938), kapitán US Navy a 31. guvernér ostrova Guam
- Miles Browning (1897–1954), námořní důstojník první a druhé světové války a hrdina bitvy o Midway
- Frank Buckles (1901–2011), poslední americký veterán první světové války[2]
- Omar Bundy (1861–1940), generálmajor armády USA, který v první světové válce velel 1. brigádě 1. expedičního sboru ve Francii, vyznamenaný Řádem čestné legie a Croix de guerre.

### C

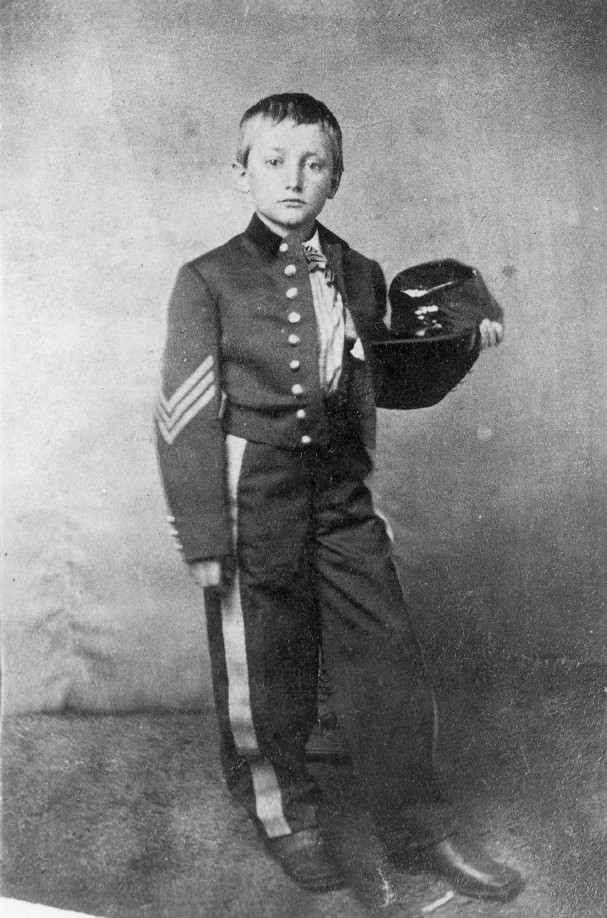
John Clem

- John Allen Campbell (1835–1880), brigádní generál občanské války, první guvernér Wyoming Territory v roce 1869
- Marion E. Carl (1915–1998), letecké eso USMC během druhé světové války a poté testovací pilot, který stanovil několik leteckých rekordů
- Roger Chaffee (1935–1967) a Gus Grissom (1926–1967), astronauté, kteří zahynuli při požáru Apollo 1 (třetí člen posádky Edward White byl pohřben na United States Military Academy ve West Pointu)
- Claire Lee Chennault (1893–1958), vojenský pilot, během druhé světové války velitel „Flying Tigers“
- William Christman (1843–1864), první voják pohřbený na tomto hřbitově
- Bertram Tracy Clayton (1862–1918), kongresman státu New York, padl v boji
- John Clem (1851–1937), generálmajor, pravděpodobně nejmladší dětský voják, který kdy sloužil v americké armádě (v době odchodu do penze byl posledním žijícím veteránem občanské války v aktivní službě)
- John M. B. Clitz (1821–1897)[3], kontradmirál námořnictva
- Edmund R. Colhoun (1821–1897), kontradmirál námořnictva[4]
- Charles M. „Savvy“ Cooke, Jr. (1886–1970), čtyřhvězdičkový generál U. S. Navy[5]
- Charles Austin Coolidge (1844–1926), brigádní generál, sloužící v občanské válce, bojích s kmenem Nez Perce, španělsko-americké válce a filipínsko-americké války
- Ernest T. Cragg (1922–2006), generálmajor amerického letectva
- Truman W. Crawford (1934–2003), plukovník námořnictva (1966–96), velitel United States Marine Drum and Bugle Corps, v době odchodu do penze nejstarší sloužící námořník; původně seržant U. S. Air Force (1953–63)[6]
- George Crook (1828-1890), důstojník americké armády během občanské války a bojů proti Indiánům; jedním z jeho podřízených během občanské války byl pozdější prezident Rutherford B. Hayes
- Scott Crossfield (1921–2006), letec námořnictva USA, první člověk, který letěl dvojnásobnou rychlostí zvuku; hrál hlavní roli při návrhu a vývoji stroje North American X-15
- William P. Cronan (1879–1929), důstojník námořnictva a 19. guvernér ostrova Guam
- Louis Cukela (1888–1956), major námořnictva, během první světové války získal dvě Medaile cti

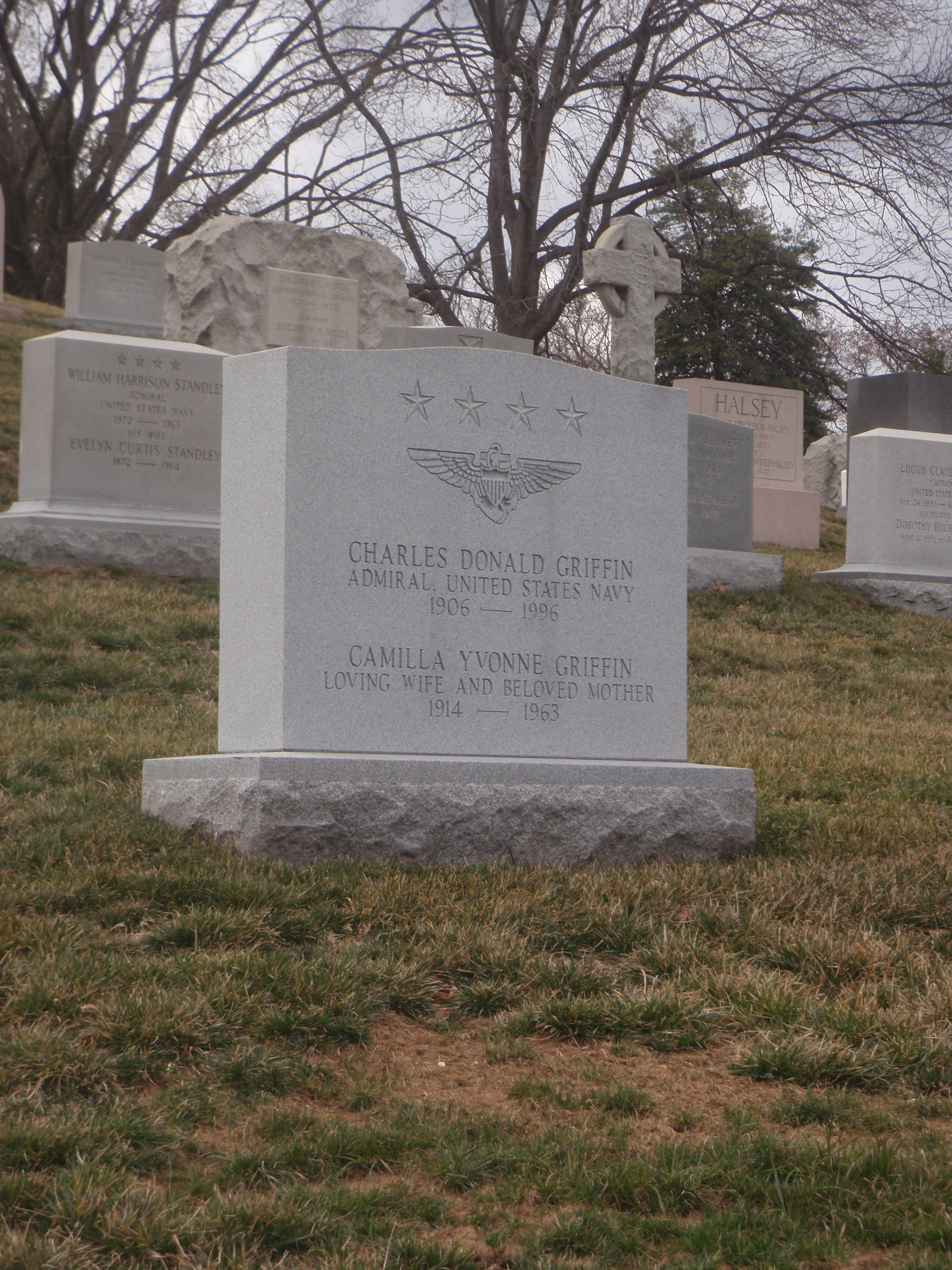
Náhrobek C. D. Griffina

### D
- Arthur C. Davis (1893–1965), admirál amerického námořnictva, průkopník střemhlavého bombardování lodí
- Jane Delano (1862–1919), zakladatelka American Red Cross Nursing Service (Army Nursing Corps)
- Dieter Dengler (1938–2001), pilot U. S. Navy, sestřelený nad Laosem, který uprchl ze zajateckého tábora Pathet Lao
- Jeremiah Andrew Denton (1924–2014), pilot námořnictva, sestřelený nad Vietnamem, sedm let držený v zajateckém táboře; později kontradmirál a po odchodu z činné služby senátor zvolený za stát Alabama
- Sir John Dill (1881–1944), britský diplomat a polní maršál
- William Joseph Donovan (1883–1959), generálmajor a během druhé světové války šéf OSS
- Abner Doubleday (1819–1893), generál během občanské války, zraněný během bitvy u Gettysburgu, mylně spojovaný s vynálezem baseballu
- Franklin J. Drake (1846–1929), kontradmirál námořnictva[7]
- Charles Durning (1923–2012), voják, herec (Evening Shade)

### E
- Clarence Ransom Edwards (1860–1931), v první světové válce velel 26. pěší divizi „Yankee“
- Alan Louis Eggers, v první světové válce oceněn Medailí cti

### F
- Frank J. Fletcher (1885–1973), admirál U. S. Navy během druhé světové války; operační velitel v bitvě v Korálovém moři a u Midway; nositel Medaile cti
- Nathan Bedford Forrest III (1905–1943) brigádní generál USAAF, pravnuk generála Konfederace N. B. Forresta; první americký generál, který během druhé světové války padl v boji
- Joseph J. Foss (1915–2003), letecké eso United States Marine Corps v druhé světové válce; nositel Medaile cti, později guvernér státu Jižní Dakota

### G
- Rene Gagnon, jeden ze šesti příslušníků U. S. Marines zobrazený na ikonické fotografii J. Rosenthala Vztyčení vlajky nad Iwodžimou
- Francis L. Garrett (1919–1992), kontradmirál, Chief of Chaplains of the United States Navy
- John Gibbon (1827–1896), brigádní generál armády Unie v občanské válce, velitel 2. divize Hancockova II. sboru v bitvě u Gettysburgu
- William A. Glassford (1886–1958), viceadmirál námořnictva[8]
- Charles D. Griffin (1906–1996), čtyřhvězdičkový admirál amerického námořnictva

### H
- David Haskell Hackworth (1930–2005), plukovník, vojenský novinář a nositel 24 vyznamenání
- William „Bull“ Halsey (1882–1959), Fleet Admiral námořnictva v druhé světové válce, velitel americké 3. floty v Tichomoří
- John Spencer Hardy (1913–2012), šéf operací americké armády ve středomoří; později generálplukovník letectva[9]
- Ira Hayes, jeden ze šesti příslušníků U. S. Marines zobrazený na ikonické fotografii J. Rosenthala Vztyčení vlajky nad Iwodžimou
- William Babcock Hazen (1830-1887), generálmajor sloužící v unijní armádě během občanské války, velel XV. sboru
- Jeanne M. Holm (1921–2010), generálmajor USAF, první žena v letectvu povýšená do hodnosti brigádního generála a první žena povýšená do hodnosti generálmajora v amerických ozbrojených silách[10]
- Juliet Opie Hopkins (1818–1890), ošetřovatelka, známá jako „Florence Nightingalová Jihu“
- Grace Hopperová (1906–1992), počítačová vědkyně, průkopnice využití počítačů, kontradmirál
- Kara Hultgreen (1965–1994), první bojová pilotka palubního letounu F-14 Tomcat
- Olaf M. Hustvedt (1886–1978), viceadmirál námořnictva

### I
- John Irwin (1832–1901), kontradmirál námořnictva

### J
- James Jabara (1923–1966), první americké letecké eso na stroji poháněném proudovým motorem s 15 potvrzenými sestřely
- Daniel „Chappie“ James, Jr. (1920–1978), USAF, první afroamerický čtyřhvězdičkový generál Ozbrojených sil USA
- George Juskalian (1914–2010), plukovník, veterán US Army, během tří desetiletí bojoval ve druhé světové válce, korejské a vietnamské válce

### K
- Philip Kearny (1815–1862), jednoruký generál kavalerie v občanské válce, bojoval i v mexicko-americké válce, padl v boji v bitvě u Chantilly
- Thomas R. Kerr (1843–1926), v občanské válce získal za hrdinství Medaili cti
- Jack Koehler († 2012), armádní veterán, vedoucí pracovník Associated Press a v Reaganově administrativě ředitel odboru komunikace[11]
- Włodzimierz B. Krzyżanowski (1824–1887), polský voják, politik, a brigádní generál vojska Unie v americké občanské válce

### L

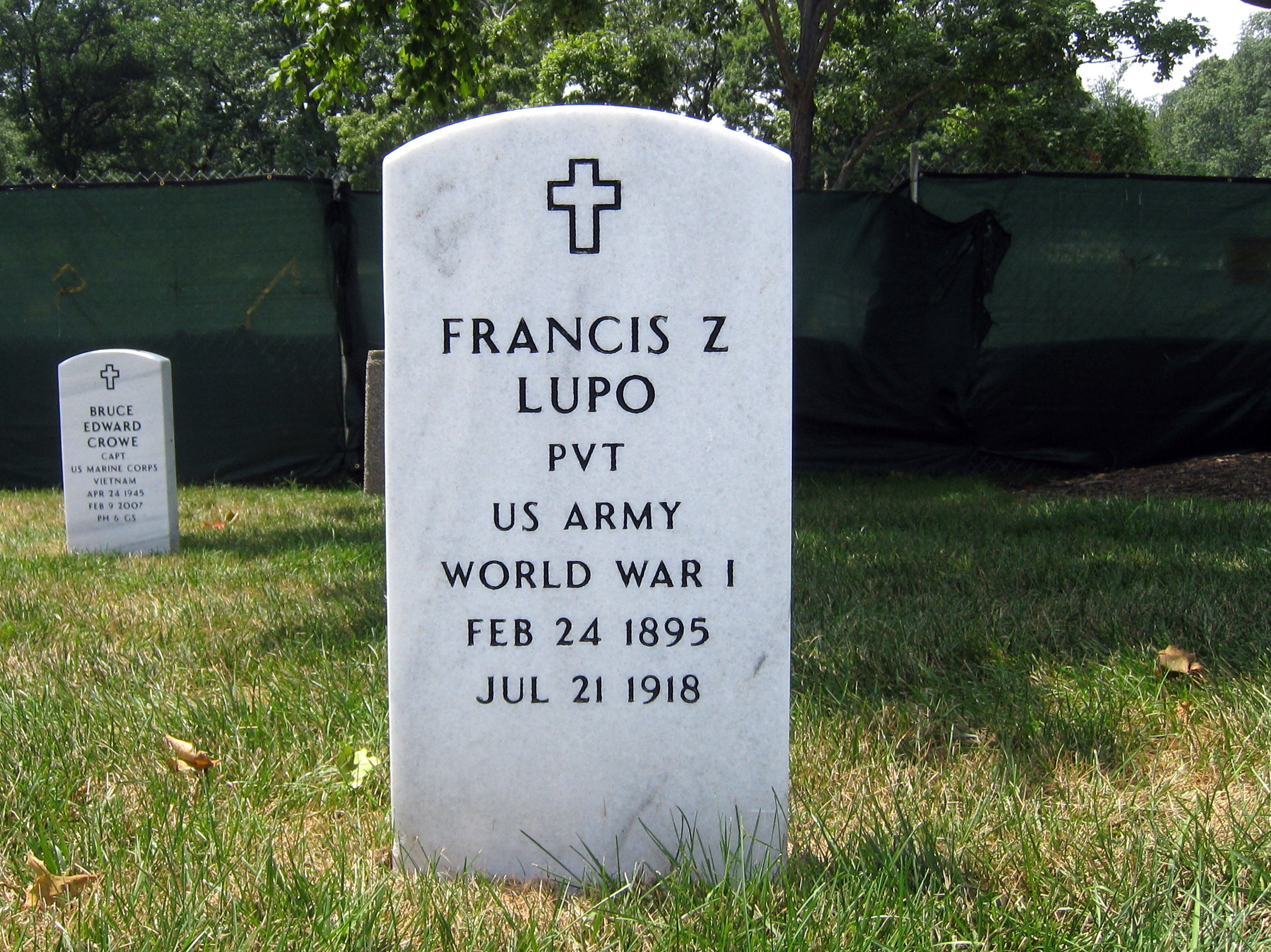
Náhrobní kámen Francise Z. Lupa

- Henry Louis Larsen (1890–1962), generálplukovník námořnictva; velící prvním nasazeným americkým jednotkám v obou světových válkách; guvernér ostrova Guam a Americké Samoy
- Barbara Lauwers Podoskiová (1914 –2009), první Češka sloužící v armádě USA[12], za působení v OSS získala jedno z nejvyšších amerických vojenských vyznamenání – Bronzovou hvězdu
- John Marshall Lee (1914–2003), viceadmirál námořnictva; bojoval v druhé světové válce, Koreji i Vietnamu
- Ruth A. Lucas (1920–2013), první Afroameričanka s hodností plukovník v americkém letectvu
- Francis Lupo (1895–1918), vojín zabitý v boji v první světové válce; pravděpodobně nejdéle pohřešovaný americký voják, který byl později nalezen (2003)

### M
- Newton E. Mason (1850–1945), kontradmirál US Navy
- Mark Matthews (1894–2005), poslední žijící Buffalo Soldier
- John S. McCain, Jr. (1911–1981), admirál námořnictva, otec senátora Johna McCaina
- John S. McCain, Sr. (1884–1945), admirál námořnictva, děd senátora Johna McCaina a otec admirála Johna McCaina mladšího
- Thomas McGuire (1920–1945), pilot a druhé nejúspěšnější letecké eso amerického letectva s 38 sestřely
- David McCampbell (1910–1996), letecké eso námořnictva druhé světové války s 34 sestřely
- Stewart L. McKenney (1917–2012), brigádní generál, starosta Američany okupované části Vídně
- Montgomery C. Meigs (1816–1892), brigádní generál, zakladatel Arlingtonského hřbitova
- Nelson A. Miles (1839–1925) generálporučík unijní armády v občanské válce, účastnil se bojů proti Indiánům a španělsko-americké války; známý tím, že se mu vzdal Geronimo se svou skupinou Apačů
- Glenn Miller (1904–1944), major a známý jazzový hudebník, kapelník a trombonista, pozdější významný kapelník big bandu swingové éry, jehož letoun zmizel beze stop během 2. světové války za špatného počasí při letu do Francie; ačkoliv jeho tělo nebylo nikdy nalezeno náhrobní kámen zde má
- Joseph Mower (1827–1870), generálmajor unijních vojsk během občanské války
- Audie Murphy (1924–1971), nejvyznamenávanější voják U. S. Army v druhé světové válce a populární herec

### N
- Reginald F. Nicholson (1852–1939), kontradmirál námořnictva, před vyřazením ze služby poslední důstojník námořnictva, který se účastnil občanské války, první americký námořní atašé v Ekvádoru a Peru
- Michael J. Novosel (1922–2006), nositel Medaile cti, během vietnamské války odlétal 2534 misí a evakuoval přibližně 5600 zraněných; bývalý pilot B-29 byl posledním pilotem druhé světové války v činné službě v roce 1985

### O
- Buckey O'Neill (1860–1898), důstojník Rough Riders T. Roosevelta, padl v boji v bitvě o San Juan Hill
- Edward Ord (1818–1883), generálmajor unijní armády, Army of the James během kampaně Appomattox
- Robert F. Overmyer (1936–1996), testovací pilot, plukovník námořní pěchoty a astronaut NASA

### P
- George S. Patton IV (1923–2004), generálmajor, syn generála George Pattona
- John J. Pershing (1860–1948), velitel expedičních sil v Evropě za první světové války, jediný čtyřhvězdičkový zlatý armádní generál
- David Dixon Porter (1813–1891), admirál unijního námořnictva v občanské válce, známý jako velitel během bitvy u Vicksburgu
- Francis Gary Powers (1929–1977), americký pilot letadla U-2 v roce 1960 sestřelený nad Sovětským svazem
- Lewis Burwell Puller, Jr. (1945–1994), autor oceněný Pulitzerovou cenou a důstojník United States Marine Corps, několikrát zraněný během vietnamské války

### R
- John Aaron Rawlins (1831–1869), generál občanské války, náčelník štábu a pozdější ministr (Secretary of War) ve vládě U. S. Granta
- Alfred C. Richmond (1902–1984), admirál, Commandant United States Coast Guard
- Hyman G. Rickover (1900–1986), admirál, zakladatel Nuclear Navy
- Matthew Ridgway (1895–1993), generál druhé světové války a války v Koreji, náčelník štábu armády
- William S. Rosecrans (1819–1898), generálmajor Army of the Cumberland v unijní armádě během občanské války
- William T. Ryder (1913–1992), brigádní generál, první americký výsadkář

### S
- Thomas R. Sargent III (1914–2010), Vice Commandant Pobřežní stráže Spojených států
- John Schofield (1831-1906), velící důstojník Army of the Ohio v letech 1864 a 1865, Secretary of War ve vládě prezidenta A. Johnsona, velitel United States Military Academy (1876-1881), velící důstojník armády USA (1888-1895); za bitvu u Wilson's Creeku v roce 1861 získal Medaili cti
- August Schomburg (1908–1972), generálporučík, velitel United States Army Ordnance and Missile Command a Industrial College of the Armed Forces
- Thomas Selfridge (1882–1908), nadporučík US Army a první člověk, který zahynul při havárii letounu
- Benedict J. Semmes, Jr., viceadmirál námořnictva[13]
- John Shalikashvili (1936–2011), generál, vrchní velitel spojeneckých sil v Evropě (1992–1993), předseda sboru náčelníků štábů ozbrojených sil USA (1993–1997)
- Philip Sheridan (1831–1888), velící generál unijní armády během občanské války
- Daniel Sickles (1819–1914), generálmajor unijní armády v občanské válce, později kongresman státu New York
- Robert F. Sink, generálporučík a velitel 506th Parachute Infantry Regiment, 101. výsadkové divize; blízký přítel velitele Easy Company majora R. Winterse
- Joseph S. Skerrett (1833–1897), kontradmirál námořnictva[14]
- Walter Bedell Smith (1895–1961), generál, náčelník štábu vrchního velitele Dwighta D. Eisenhowera, v období 1946–1948 velvyslanec USA v Sovětském svazu a v letech 1950–1953 ředitel CIA
- Michael Strank (1919–1945), americký voják slovenského původu, jeden ze šesti příslušníků U. S. Marines zobrazený na ikonické fotografii J. Rosenthala Vztyčení vlajky nad Iwodžimou; padl jen několik týdnů po pořízení fotografie

### T
- Robert A. „Fuzzy“ Theobald (1884–1957), kontradmirál námořnictva bojující v obou světových válkách, velel jednotkám námořnictva v bojích o Aleutské ostrovy
- Larry Thorne (rodným jménem Lauri Törni, 1919–1965), finský voják sloužící u speciálních jednotek a veterán druhé světové války; zvaný „voják bojující pod třemi vlajkami“ (Finsko, Německo a USA)

### U
- Matt Urban (1919–1995), podplukovník, nositel Medaile cti a sedmi Purpurových srdcí, nejvícekrát v boji vyznamenaný voják americké armády během druhé světové války

### W
- Jonathan Mayhew Wainwright IV (1883–1953), generál, nositel Medaile cti, hrdina bojů u Bataan a bitvy o Corregidor; později válečný zajatec s nejvyšší hodností druhé světové války
- Joseph Wheeler (1836–1906), sloužil jako generálmajor armády Konfederace v občanské válce, a poté generálmajor unijní armády ve španělsko-americké válce a filipínsko-americké válce
- Orde Wingate (1903–1944), britský generálmajor, zakladatel a velitel Chindits
- Spencer S. Wood (1861–1940), kontradmirál námořnictva
- Clark H. Woodward (1877–1968), viceadmirál, sloužící v pěti válkách: španělsko-americké, filipínsko-americké, Boxerském povstání a obou světových válkách
- Horatio Wright, (1820-1899), brigádní generál, velitel VI. sboru unijní armády od kampaně „Overland“ až do konce občanské války; poté sloužil jako hlavní velitel ženistů U. S. Army Corps of Engineers, pracoval na projektech Brooklynského mostu a dokončení Washingtonova monumentu

### Y
- Charles Young (1864–1922), první afroamerický plukovník americké armády

V květnu 2006 bylo na Arlingtonském národním hřbitově pohřbeno 367 nositelů Medaile cti, devět z nich bylo z Kanady.

## Osobnosti sloužící v armádě s jinak významnou kariérou

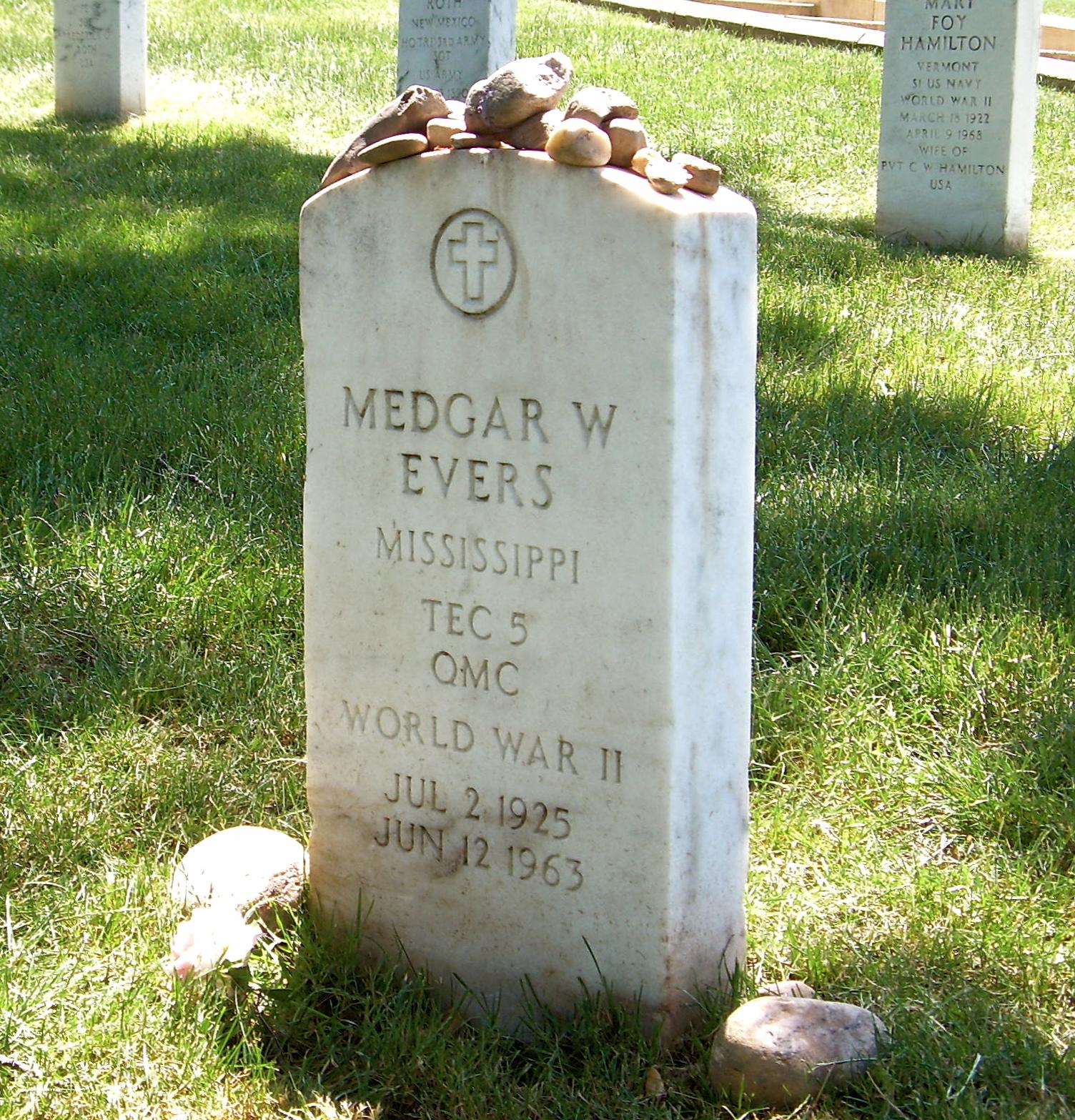
Náhrobek Medgara Everse, bojovníka za lidská práva

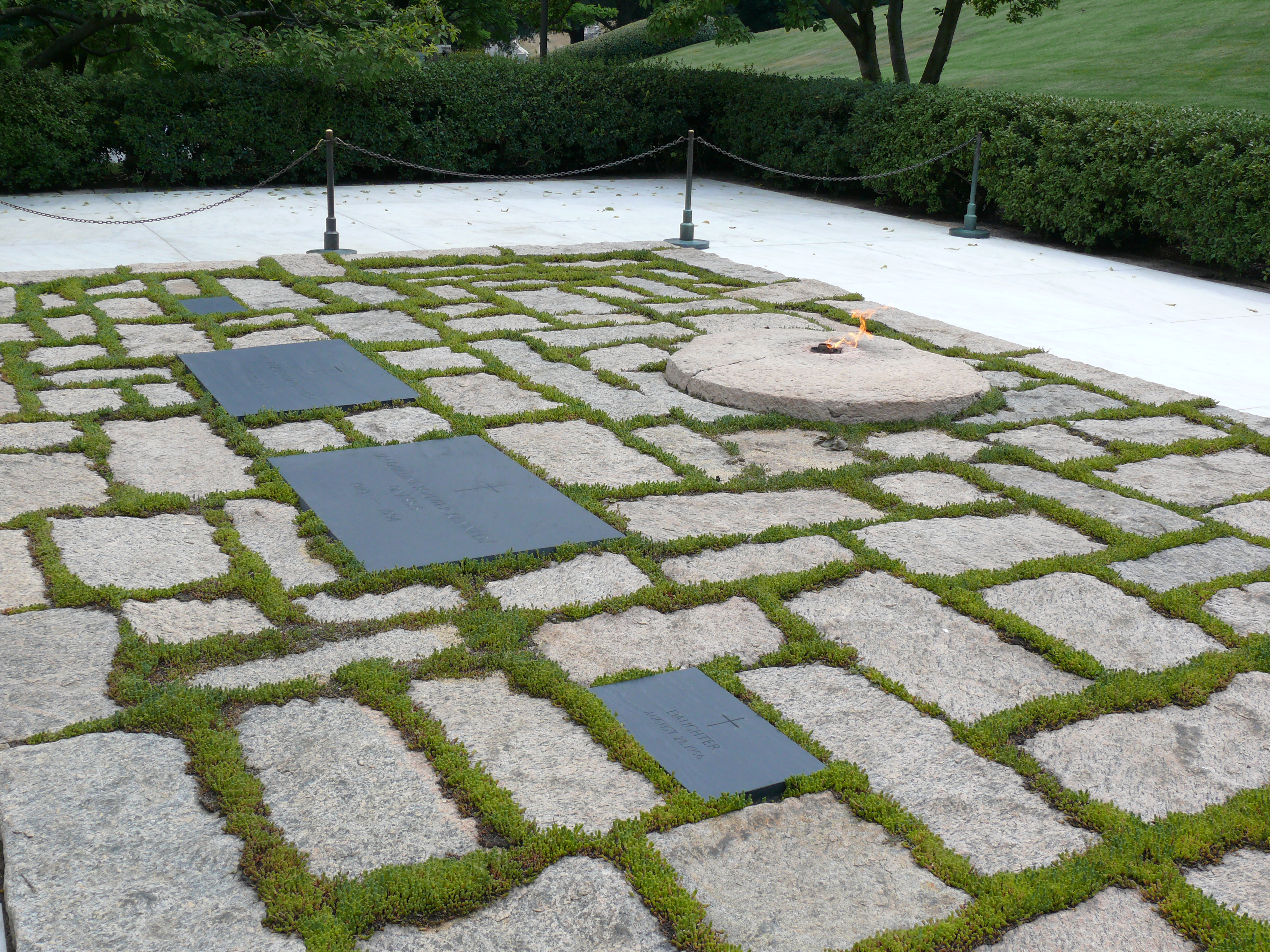
Náhrobní kameny J. F. Kennedyho a Jacqueline Kennedyové

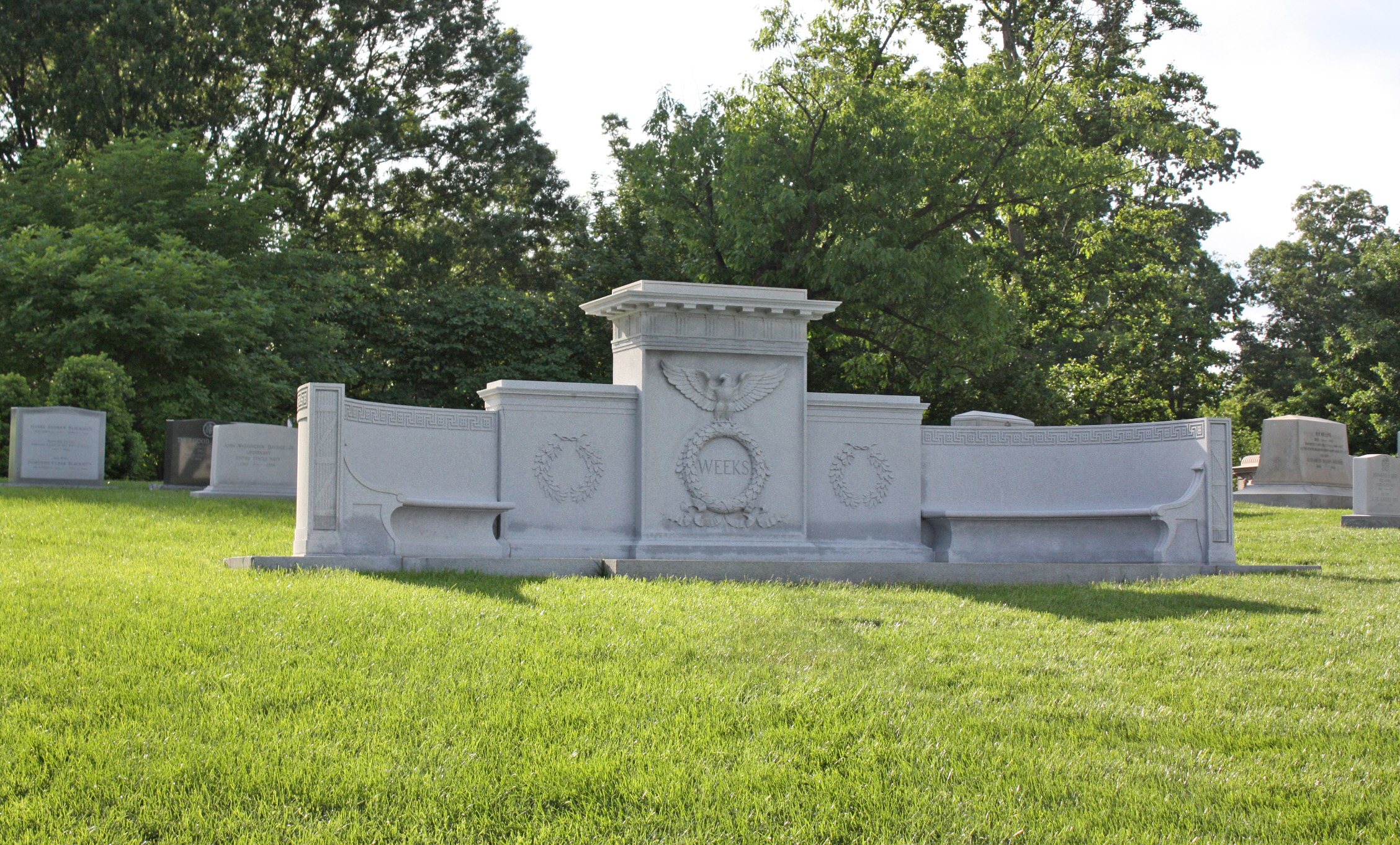
John W. Weeks

### A
- Peter H. Allabach (1824–1892), plukovník unijní armády v občanské válce, později šéf United States Capitol Police

### B
- Sosthenes Behn, (1882–1957), obchodník a zakladatel ITT Corporation
- William W. Belknap, generál, Secretary of War
- Hugo Black, soudce Nejvyššího soudu
- William J. Brennan, Jr., soudce Nejvyššího soudu
- Ron Brown, ministr obchodu
- William Jennings Bryan, ministr zahraničních věcí, trojnásobný prezidentský kandidát
- William Francis Buckley, šéf pobočky CIA, zavražděný v Bejrútu
- Charles Burlingame, pilot uneseného letadla letu American Airlines 77 během útoků 11. září 2001

### C
- Clark Clifford, ministr obrany, poradce čtyř prezidentů
- Winifred Collins, během druhé světové války vedla ženské jednotky námořnictva (WAVES)
- Charles „Pete“ Conrad, Jr., astronaut programu Apollo, v pořadí třetí muž, který „chodil“ po Měsíci
- James C. Corman (1920–2000), kalifornský politik
- Jackie Cooper, (1922–2011) americký herec a producent

### D
- Dwight F. Davis, politik, guvernér Filipín a zakladatel Davis Cupu
- Michael E. DeBakey, kardiochirurg, veterán druhé světové války
- John Foster Dulles, ministr zahraničních věcí
- Charles Durning, veterán a herec

### E
- Medgar Evers, vůdce afroamerického hnutí za občanská práva

### F
- William Friedman (společně s manželkou Elizebeth), armádní kryptolog, který rozluštil japonský kód „Purple“

### G
- Stanley L. Greigg, kongresman státu Iowa

### H
- Alexander Haig, ministr zahraničí, 1981-1982
- Dashiell Hammett, spisovatel
- Oliver Wendell Holmes, Jr, soudce Nejvyššího soudu, třikrát zraněný během občanské války, „The Great Dissenter“[16]

### I
- Robert G. Ingersoll, politický vůdce, známý svým agnosticismem

### K
- Kenneth Keating (1900-1975), brigádní generál, senátor státu New York (1959-1965)
- Henry Kissinger (1923–2023), politik
- Edward Stanley Kellogg (1870–1948), kapitán námořnictva, 16. guvernér Americké Samoy (1923–1925)
- Edward M. Kennedy (1932–2009), veterán (1951–1953), senátor státu Massachusetts (1962–2009)
- John Fitzgerald Kennedy (1917–1963), důstojník námořnictva ve druhé světové válce, člen Sněmovny reprezentantů (1947–1953), senátor (1953–1961), Prezident Spojených států amerických, (1961–1963), oběť atentátu
- Robert Kennedy (1925–1968), nejvyšší státní zástupce (1961–1964), senátor státu New York (1965–1968), oběť atentátu
- Frank Kowalski, veterán druhé světové války; kongresman státu Connecticut

### L
- Pierre Charles L'Enfant, francouzský vojenský inženýr, architekt města Washington, D.C.
- Robert Todd Lincoln, Secretary of War, syn prezidenta Abrahama Lincolna
- Joe Louis, šampion těžké váhy v boxu
- Allard Lowenstein, kongresman z New Yorku[17]
- John R. Lynch, osvobozený otrok, politik, major US Army a člen kongresu

### M
- Mike Mansfield, (1903–2001), veterán námořnictva z první světové války, politik a nejdéle sloužící velvyslanec USA v Japonsku
- George C. Marshall, pětihvězdičkový generál, náčelník štábu, vyslanec v Číně, ministr obrany i zahraničí; tvůrce Marshallova plánu
- Lee Marvin, veterán námořní pěchoty a herec
- Bill Mauldin, veterán, politický karikaturista; během druhé světové války pracoval pro Stars and Stripes
- George B. McClellan, Jr. (1865–1940) starosta New Yorku (1904–1909), syn unijního generámajora G. B. McClellana
- John C. Metzler, seržant, veterán druhé světové války, superintendent Arlingtonského národního hřbitova (1951–1972); jeho syn John C. Metzler, Jr. byl ve stejné funkci v letech 1991 to 2010
- Daniel Patrick Moynihan, senátor státu New York

### P
- Phelps Phelps, 38. guvernér Americké Samoy a vevyslanec USA v Dominikánské republice
- Spot Poles, afroamerický hráč baseballu

### Q
- Manuel Quezon (1878–1944), první prezident Filipínského společenství a druhý prezident Filipín; jeho pozůstatky sem byly přemístěny ze hřbitova v Manile

### R
- William Rehnquist, předseda Nejvyššího soudu
- Earl W. Renfroe, orthodontista
- Frank Reynolds, moderátor televizní stanice ABC

### S
- Samuel W. Small, novinář, evangelista
- Johnny Micheal Spann, důstojník CIA, první Američan zabitý v Afghánistánu
- Ted Stevens, (1923–2010), senátor státu Aljaška
- Samuel S. Stratton, člen Sněmovny reprezentantů zastupující 30 let stát New York

### T
- William Howard Taft, 27. prezident USA, poté 10. předseda Nejvyššího soudu

### W
- John W. Weeks, Secretary of War, senátor a člen Sněmovny reprezentantů
- Joseph F. Weis Jr., veterán druhé světové války a federální soudce
- George Westinghouse, veterán občanské války, zakladatel Westinghouse Electric
- Harvey W. Wiley, první komisař Úřadu pro kontrolu potravin a léčiv, otec Pure Food and Drug Act
- Charles Willeford, veterán druhé světové války a spisovatel
- Charles Wilson, kongresman státu Texas

### Y
- Sid Yudain, novinář a zakladatel Roll Call[18]

## Civilní osobnosti

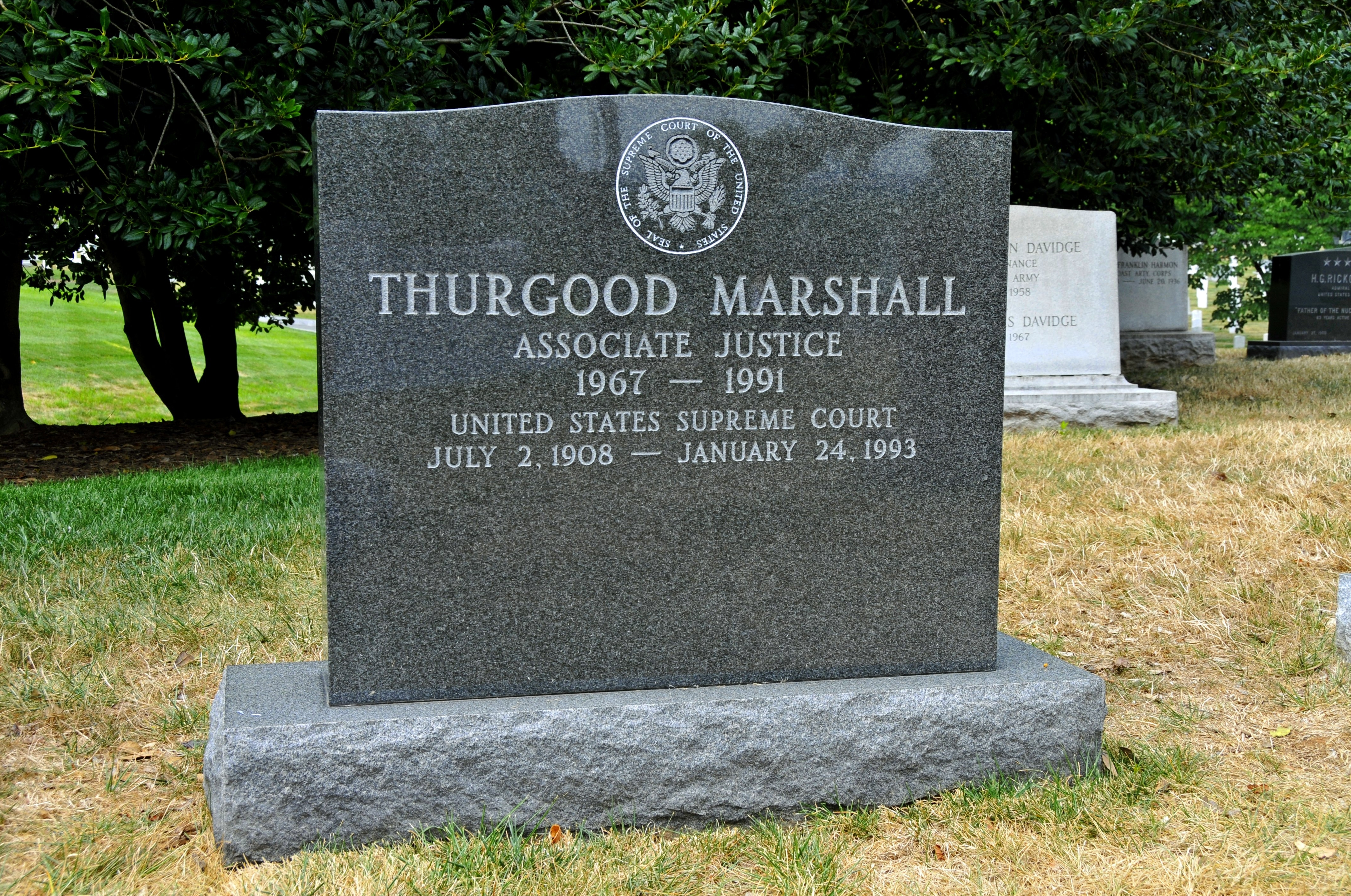
Hrob T. Marshalla

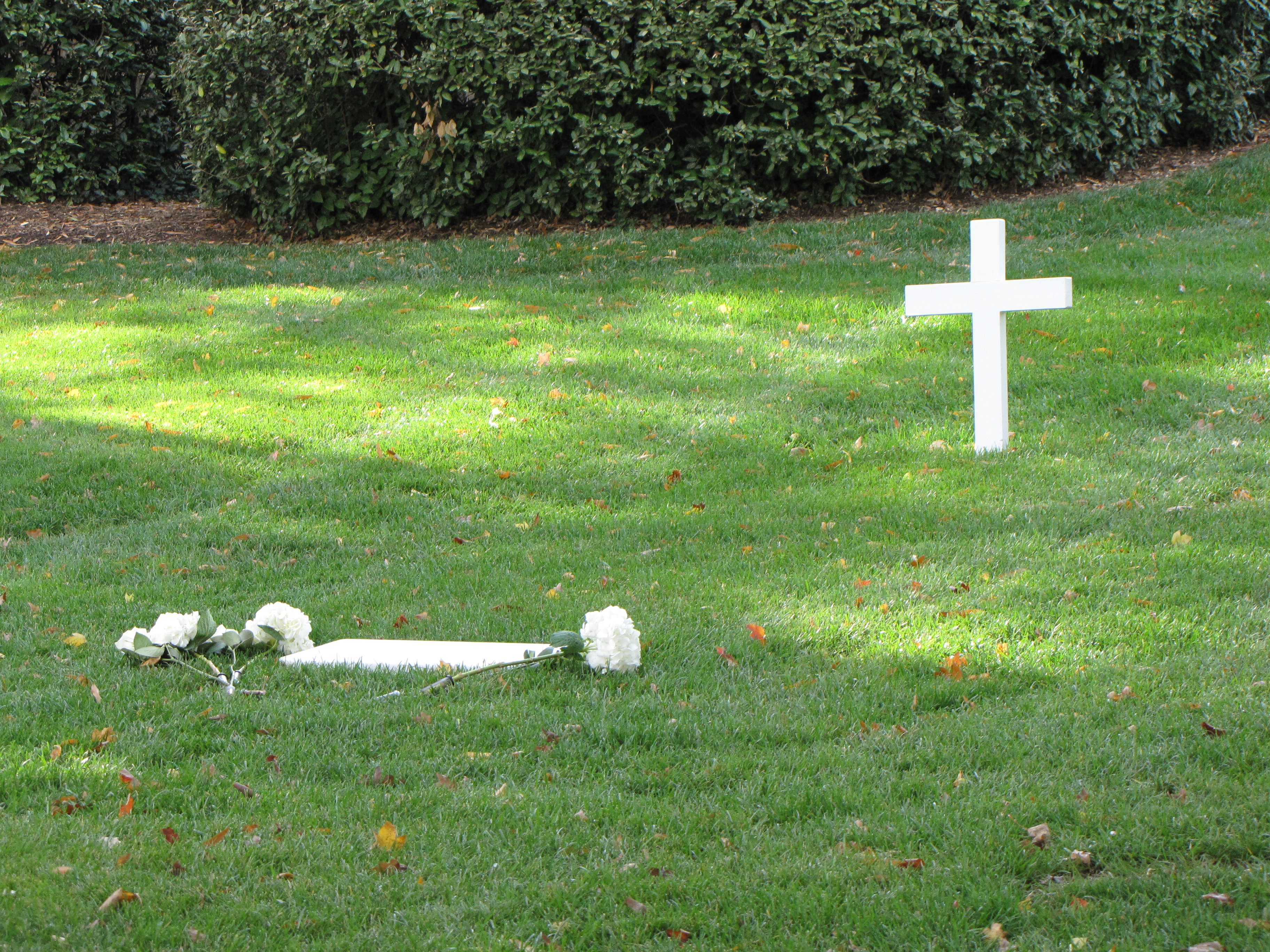
Náhrobní kámen Edwarda M. Kennedyho

### B
- Julian Bartley, Sr. (54), americký generální konzul a jeho syn Jay Bartley (20), zabití při útoku na americké velvyslanectví v Nairobi
- Constance Bennett, hollywoodská herečka, pohřbená společně s manželem, brigádním generálem Theronem J. Coulterem
- Harry Blackmun, Thurgood Marshall, William O. Douglas a Potter Stewart, čtyři soudci Nejvyššího soudu USA

### C
- Leslie Coffelt, policejní důstojník ochrany Bílého domu zabitý při pokusu o atentát na prezidenta Harryho Trumana v hotelu Blair House
- George Washington Parke Custis, spisovatel, agrární reformátor, zakladatel arlingtonských plantáží, vnuk Marthy Washingtonové, adoptovaný syn prezidenta George Washingtona
- Mary Lee Fitzhugh Custis, žena G. Washingtona Parke Custise, dcera Williama Fitzhugha

### G
- Alex Gard, známý karikaturista ruského původu[19]
- John Gibson a Jacob Chestnut, důstojníci United States Capitol Police zabití v roce 1988 při incidentu v Kapitolu

### H
- Matthew Henson, první afroamerický polárník, účastník výprav Roberta Pearyho

### K
- Jacqueline Kennedyová Onassisová, První dáma USA (1961–1963), manželka JFK
- Patrick Bouvier Kennedy (1963–1963), syn Jacqueline a Johna F. Kennedyho
- Phyllis Kirk, známý filmový a televizní herec, společně s manželkou

### M
- Robert McNamara (1916-2009), voják, politik, ministr obrany (1961-1968)
- Anita Newcomb McGee (1864-1940), lékařka, zakladatelka Army Nurse Corps
- Edmund Muskie, politik, guvernér Maine (1955-1959), senátor (1959 až 1980), ministr zahraničních věcí (1980-1981)

### P
- James Parks, propuštěnec, jediný člověk pocházející z Arlingtonu, působil na hřbitově jako hrobník, za zásluhy při pomoci historikům při hledání původních hrobů a staveb na hřbitově získal k pohřbení zde speciální povolení od ministerstva války

### R
- Mary Randolph, spisovatelka, oficiálně první člověk pohřbený na arlingtonských plantážích, v matčině linii potomek Pocahontas a J. Rolfeho
- Judith Resniková, astronautka, který zahynula při havárii raketoplánu Challenger
- Marie Teresa Rios, spisovatelka, autorka Fifteenth Pelican
- William P. Rogers, politik, ministr zahraničí

### T
- Helen Herron Taftová (1861–1943), První dáma USA (1909–1913), manželka W. H. Tafta

## Ostatní
Pozůstatky posádky letu STS-51-L raketoplánu Challenger jsou pohřbeny v sekci 46 (čtyři civilní osoby a tři vojáci: Francis R. Scobee, Gregory B. Jarvis, Ronald E. McNair, Ellison S. Onizuka, Judith A. Resniková, Michael J. Smith a Christa McAuliffeová)
Na hřbitově se konaly čtyři státní pohřby: dvěma pohřbenými byli prezidenti USA William Howard Taft a John F. Kennedy, dalším byl generál John J. Pershing a dalším senátor za Massachusetts Edward M. Kennedy.